# Polycystididae
Polycystididae är en familj av plattmaskar. Enligt Catalogue of Life ingår Polycystididae i ordningen Kalyptorhynchia, klassen virvelmaskar, fylumet plattmaskar och riket djur, men enligt Dyntaxa är tillhörigheten istället ordningen Kalyptorhynchia, klassen Rhabdocoela, fylumet plattmaskar och riket djur. Enligt Catalogue of Life omfattar familjen Polycystididae 142 arter. 

## Dottertaxa till Polycystididae, i alfabetisk ordning[1][2]
- Acrorhynchides
- Albertorhynchus
- Alcha
- Annalisella
- Annulorhynchus
- Antiboreorhynchus
- Austrorhynchus
- Bermudorhynchus
- Cincturorhynchus
- Danorhynchus
- Djeziraia
- Duplacrorhynchus
- Fungorhynchus
- Galapagorhynchus
- Gallorhynchus
- Gyratricella
- Gyratrix
- Hawadlia
- Koinocystella
- Lagenopolycystis
- Leuconoplana
- Limipolycystis
- Ludmilla
- Macrorhynchus
- Marcusia
- Megaloascos
- Mesorhynchus
- Myobulla
- Neopolycystis
- Opisthocystis
- Papia
- Paracrorhynchus
- Paraustrorhynchus
- Paulodora
- Phonorhynchella
- Phonorhynchoides
- Phonorhynchus
- Polycystis
- Porrocystis
- Progyrator
- Psammopolycystis
- Pygmorhynchus
- Rogneda
- Sabulirhynchus
- Scanorhynchus
- Syltorhynchus
- Typhlopolycystis
- Yaquinaia